# Alexander Colquhoun

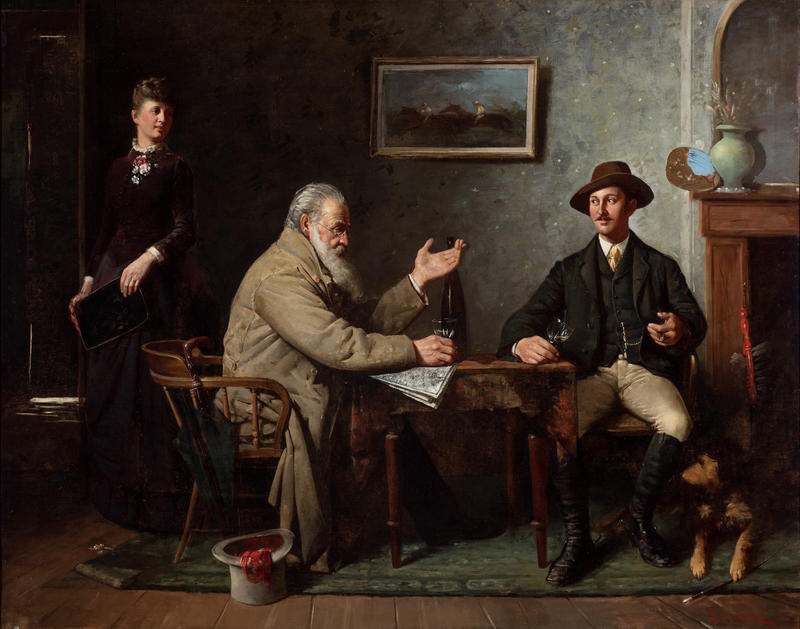
Divided Attention (Geteilte Aufmerksamkeit) 1887. Bendigo Art Gallery.

Alexander Colquhoun (* vermutlich am 15. Februar 1862 in Glasgow; † 14. Februar 1941 in East Malvern, Melbourne) war ein australischer Maler, Kunstlehrer, Kunsthistoriker, Kolumnist und Kunstkritiker schottischer Herkunft.

## Leben

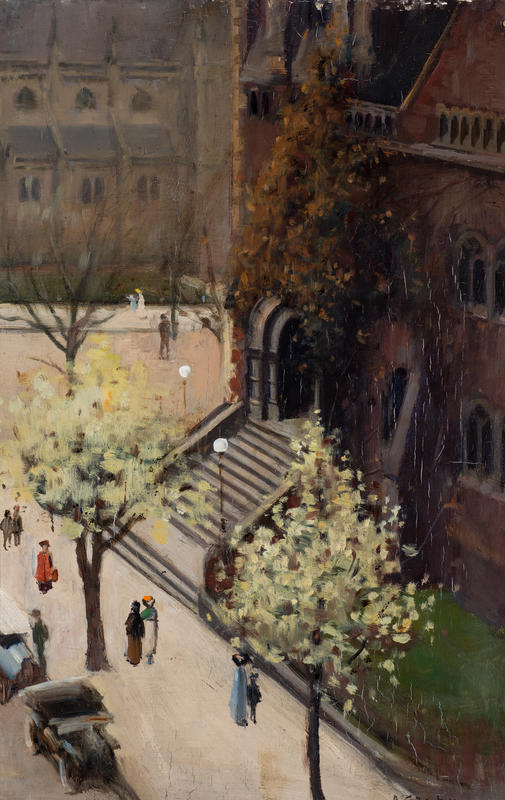
Independent Church, Collins Street, 1920er Jahre. Castlemaine Art Museum

Alexander Colquhoun stammte aus dem Clan Colquhoun und wurde 1862 in Glasgow, Schottland, als jüngstes Kind von Archibald Colquhoun, einem Kaufmann, und dessen Frau Margaret (geb. Wright) geboren. 1876 wanderte die Familie nach Australien aus und ließ sich in Melbourne nieder. Sein ältester Bruder Archibald war Chirurg am Alfred Hospital. Alexander Colquhoun begann 1877 seine künstlerische Ausbildung an der National Gallery School in Melbourne und setzte diese in den Jahren 1882 bis 1887 fort. Zu seinen Lehrern zählten Thomas Clark und Georg F. Folingsby. In dieser Zeit freundete er sich mit dem späteren bekannten Künstler John Longstaff an.

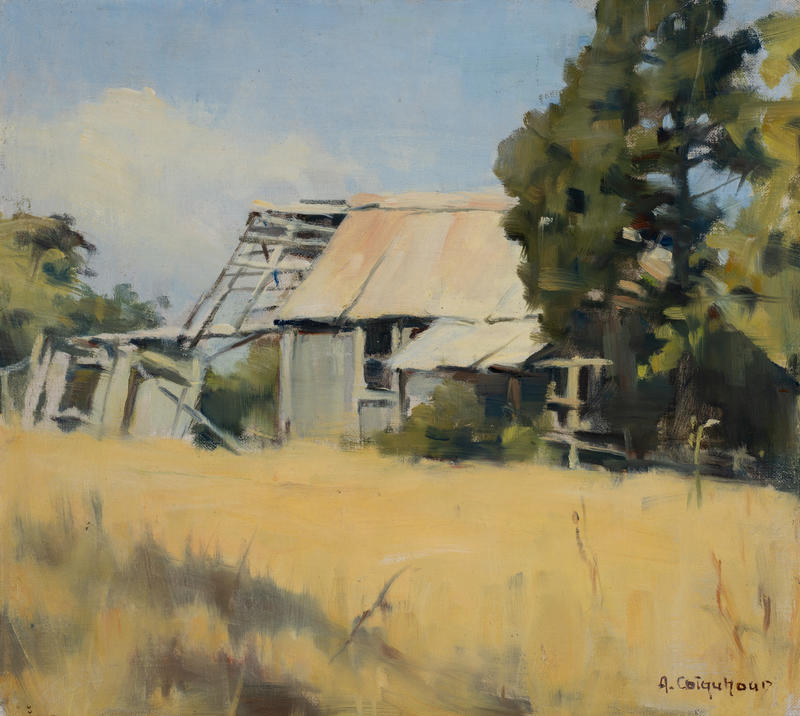
Derelict, 1930er Jahre. Castlemaine Art Museum

Alexander Colquhoun gehörte in den frühen 1880er Jahren dem Buonarotti Club an und stellte 1887 erstmals mit der Australian Artists' Association aus. Ab dem folgenden Jahr zeigte er seine Werke regelmäßig in der Victorian Artists' Society.

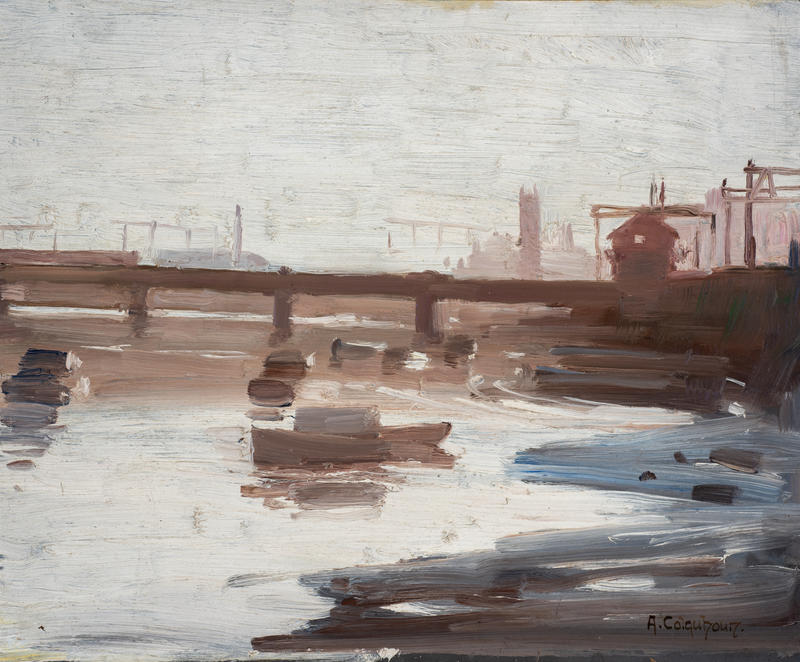
The River, 1920er Jahre. Castlemaine Art Museum

Seine Gemälde, oft Landschaften, Interieurs und Porträts, waren anfangs impressionistisch, wobei er von Folingsbys Münchener Malstil beeinflusst war. Später wurde sein Stil durch Max Meldrums Farbtheorie geprägt und entwickelte sich in eine tonale Richtung. Am 15. September 1892 heiratete er Beatrix Hoile, eine in London geborene ehemalige Mitschülerin der National Gallery School, die in Paris Kunst studiert hatte. Das Paar lebte zeitweise in Brighton, wo sie Nachbarn von John Longstaff und Frederick McCubbin waren.
Alexander Colquhoun unterrichtete ab etwa 1910 Zeichnen am Working Men's College sowie Kunst am Toorak College, wo er bis 1930 tätig war. Er gab auch privaten Kunstunterricht und stellte in zahlreichen Einzelausstellungen in Galerien und seinem Atelier aus. 1904 bis 1914 war er Sekretär der Victorian Artists' Society. Zudem stellte er mit der Yarra Sculptors' Society (1901) und der Australian Art Association (1916–1932) aus. Er war Gründungsmitglied der Twenty Melbourne Painters (1919) und der Australian Academy of Art (1937).
Alexander Colquhoun war ein produktiver Kunstkritiker und schrieb regelmäßig für Zeitungen und Zeitschriften, darunter die Victorian Artists' Society und „Art in Australia“. Von 1914 bis 1922 war er Kunstkritiker für den „Melbourne Herald“, schrieb für den „Christian Science Monitor“ (1916–1917) und von 1926 bis zu seinem Tod für „The Age“. Seine Artikelserien umfassten Themen wie „Who's who in fiction“ und „Australian artists of the past“. Trotz seiner Offenheit gegenüber neuen Kunstströmungen blieb er von der Auseinandersetzung zwischen dem „Meldrumismus“ und dem Post-Impressionismus distanziert. Er trug wesentlich zur Dokumentation der frühen australischen Kunstgeschichte bei, darunter kritische Monographien über Frederick McCubbin (1919) und W. B. McInnes (um 1920). Zudem war er Herausgeber des „Year Book of Victorian Art“ (1922–23). 1936 wurde Alexander Colquhoun zum Treuhänder der National Gallery of Victoria ernannt. 
Er starb am 14. Februar 1941 in East Malvern, Melbourne.